# Al Snow
Allen Ray Sarven, meglio noto come Al Snow (Lima, 18 luglio 1963), è un wrestler statunitense, capo booker e co-proprietario della Ohio Valley Wrestling.
È famoso per il suo "amico" Head, una testa di plastica di manichino che porta sul ring durante i suoi match che spesso usa come arma soprattutto nei match Hardcore. Sarven ha combattuto in diverse federazioni tra le quali la Smoky Mountain Wrestling (dove divenne campione di coppia assieme ad Unabomb), nella Extreme Championship Wrestling e nella World Wrestling Federation, dove ha conquistato per sei volte l'Hardcore Championship, una volta l'European Championship e una volta il WWE World Tag Team Championship con Mankind. Tra il 2001 e il 2004 ha anche ricoperto il ruolo di commentatore per Heat.
Dopo il ritiro full time, avvenuto nel 2006, ha ricoperto la carica di allenatore nella ex federazione satellite della WWE, la Ohio Valley Wrestling. Quando, nel gennaio 2008, la OVW si è distaccata dalla federazione di Stamford, Sarven è stato svincolato. Oggi è uno dei proprietari della Ohio Valley Wrestling, dove svolge la funzione di booker ed allenatore dei giovani talenti.

## Carriera

### Inizi
Allen decide di voler diventare un wrestler dopo aver ammirato le gesta del primo Sheik nell'area di Detroit, quando è ancora un bambino. Nel 1981 dopo aver completato gli studi, Sarven contatta alcune federazioni in modo da saper già che cosa fare. Guadagna dei soldi vendendo la sua macchina e da qui affronta diverse sessioni di allenamento a pagamento al Training Camp di Ole e Gene Anderson, nel quale non viene però subito apprezzato per le sue doti. Ma Allen non si lascia andare e convince un wrestler locale dell'Ohio, Jim Lancaster, ad allenarlo. Da questo wrestler, Allen impara le basi, allenandosi con lui per lungo tempo tre volte alla settimana. Poi siccome venivano di tanto in tanto organizzati degli incontri nella sua zona, partecipa una volta ad una specie di battle royal, nella quale risulta però essere il primo eliminato.
Da quel giorno Allen comincia a lottare nei circuiti indipendenti nell'Ohio e nel Michigan sotto il nome di Mitch Snow, che poi diventa appunto Al Snow. Sotto questo nome, lotta in svariate federazioni e promozioni, viaggiando dal Kentucky al Canada e in altri stati degli USA. Presto Al si guadagna la reputazione di essere una "promessa del wrestling rimasta tale", in quanto nonostante i vari tentativi non riesce ancora ad effettuare il salto di qualità di cui ha effettivamente bisogno. È a questo punto che la frustrazione per la incapacità di sfondare comincia a farsi sentire e a crescere sempre di più. Ma Al non sa che comunque ha delle ottime potenzialità e che quindi effettivamente il salto di qualità è solamente dietro l'angolo.
Snow lotta soprattutto nella Midwest Championship Wrestling, la federazione di Jim Lancaster. Qui Al riesce ad ottenere i primi successi, infatti conquista il titolo mondiale MCW sconfiggendo proprio il suo mentore "Big Jim" Lancaster il 5 luglio 1985. Il regno di Snow non è molto lungo, infatti il 31 agosto Lancaster torna in possesso del titolo. Al comincia quindi a concentrarsi sulla tag team division. Il suo primo partner è Rick Cassio, i due sono conosciuti come The Fanatix. I Fanatix sconfiggono i Flying Tiger, Larry Wilson e Carl Ben Patrick (che peraltro si allenava con Snow da Lancaster), il 1º novembre del 1986 conquistando il Midwest Championship Wrestling ICW United States Tag Team Title. Al e Cassio riescono a tenere il titolo fino al 10 aprile quando gli stessi Flying Tigers lo riconquistano.
Il feud però non termina qui in quanto Al riesce a trovare un nuovo compagno di coppia in Mickey Dole, con il quale forma il tag team dei Sensationals fino ad arrivare alla possibilità di affrontare nuovamente i Flying Tigers. Il 4 agosto del 1987 i Sensationals sconfiggono i Tigers riconquistando i titoli di coppia. I Tigers con grande tenacia riescono a riconquistare i titoli il 21 novembre del 1987. Snow e Dole cambiano il loro nome diventando i Motor City Hitmen. I due conquistano il World Wrestling Alliance/Association Tag Team Title il 16 aprile del 1989 sconfiggendo Chris Carter e Calypso Jim. I Motor City Hitmen furono gli ultimi possessori del titolo, nella storia.
Snow torna quindi alla Midwest Championship Wrestling, dove inizia a fare coppia con Mike Kelly formando i Wild Bunch. I due ottengono subito successo, hanno un lunghissimo feud con i Nightmares, le due coppie si scambiano il titolo di coppia della federazione in svariate occasioni. Snow e Kelly conquistano per ben quattro volte le cinture dal maggio 1990 al 1992, prima di dividersi.
Al comincia quindi a promuovere alcune card indipendenti da solo e apre anche una scuola di wrestling che peraltro esiste ancora oggi sotto il nome di Bodyslammers Gym. In questo periodo Al Snow comincia a lottare sotto la gimmick dell'orientale assassino Shinobi.
Questo per sfruttare al meglio le sue abilità, Al infatti è anche cintura nera di arti marziali e appunto la gimmick del personaggio di Shinobi era principalmente costruita sullo stile di combattimento delle arti marziali giapponesi. Nel 1993 Snow decide però di tornare a combattere in maniera fissa e ancora in coppia, questa volta scegliendosi come compagno Denny Kass e formando così il tag team dei New Fabolous Kangaroos, i due come manager hanno addirittura il leggendario Al Castello. I due conquistano il MCW Midwest Tag Team title, il 29 dicembre 1993.
Sotto il nome di Shinobi, Snow conquista il GWA Junior Heavyweight Title sconfiggendo Sean Casey il 10 gennaio del 1994. Snow mantiene il titolo difendendolo con successo fino all'Ottobre del 94, quando il titolo gli viene tolto dopo aver colpito un arbitro. Ma il 1994 è davvero un anno fortunato per Al, infatti è in questo periodo che riesce ad ottenere una buona reputazione a livello nazionale. Anche la fortuna ci mette la sua bella fetta di parte, infatti durante uno show indipendente che si disputa nel Michigan il 28 gennaio, un wrestler che doveva affrontare Sabu, all'ultimo momento non si presenta allo show, e per questo è proprio Al Snow ad essere scelto come sostituto. L'incontro tra i due è un qualcosa di incredibile ed eccezionale per tecnica, velocità e potenza. A quel punto Al e Sabu decidono di continuare il loro feud sulla scena indipendente, in molti incontri è Al a vincere.
Il 4 aprile 1994, la scuola di wrestling di Al indice un torneo chiamato Bodyslammers Tourney, dove Al lotta sotto due spoglie, quelle di Al Snow e quelle di Shinobi. Come Shinobi viene sconfitto al secondo turno da Sabu. Invece sotto il nome di Al Snow sconfigge Rick Austin, Steve Nixon e Judge Dredd prima di arrivare in finale dove incontra nuovamente Sabu, questa volta uscendo però vittorioso e conquistando il torneo.
I Fabolous Kangaroos conquistano quindi il Border City Wrestling Can-Am Tag Team il 14 maggio del 1994. I Kangaroos conquistano inoltre il Midwest Championship Wrestling/Motor City Wrestling Tag Team Title in un torneo ad eliminazione diretta sconfiggendo in finale i Canadian Lightning, questi però riescono a riprendersi le cinture (Can-Am Tag Team e anche MCW Tag Team Title) il 21 maggio 1994. Cominciano così alcuni problemi tra Al e Denny Kass, i due finiscono per separarsi dichiarando così vacante il titolo GWA. Il 27 maggio dello stesso anno, Snow partecipa ad un torneo per coronare il primo Midwest Territorial Wrestling Heavyweight Champion. Nelle semifinali affronta nuovamente Sabu, riesce nuovamente a vincere anche se per count-out, in seguito ad una interferenza errata del manager di Sabu per quella serata, Gideon. Nella finale Al sconfisse Bruiser Bedlam, conquistando incontro, torneo e cintura. Al riesce a difendere il titolo fino al 16 luglio quando viene sconfitto da Mike Kelly. Successivamente Snow affronta più volte Sabu, da ricordare un ladder match che vede uscire vincitore Sabu.

### Extreme Championship Wrestling e Smoky Mountain Wrestling
Viste le ottime prestazioni offerte, Al Snow viene contatto da Paul Heyman (proprietario della ECW) che invita Al per una sessione di prova. Sebbene Al venga sconfitto da Taz, desta una buona impressione. Snow sconfigge Dan Severn, conquistando il GWA title. Di Snow si accorge anche Jim Cornette, promoter della Smoky Mountain Wrestling. Bisogna attendere fino al febbraio 1995 per vedere Al nella SMW. Prima di sbarcare nella federazione di Cornette, Al disputa alcuni shoot match in Giappone per la Kitao Dojo, dove peraltro si trova di fronte nuovamente Tazz. All'inizio del 1995, Al partecipa nuovamente ad uno show della ECW, dove sconfigge Osamu Nishimura in un incontro piuttosto entusiasmante. Al conquista inoltre in questo periodo il Midwest Territorial Wrestling Tag Team Title, con Ray Roberts come partner, tutto questo succede il 20 gennaio 1995, quando i due sconfiggono gli International Freedom Fighters. Snow ha inoltre un altro incontro con Sabu. Poi al “Double Tables” del 4 febbraio, affronta Chris Benoit, dopo un match assolutamente eccezionale, Snow viene sconfitto, ma ciò che importa e che riesce a mostrare finalmente di cosa sia capace.
Al firma quindi con la Smoky Mountain Wrestling, nel frattempo lavorava ancora per la ECW, ma a causa di problemi tra Jim Cornette e Paul Heyman, dirada le sue apparizioni nella federazione di Philadelphia. Nella SMW, Al diventa il tag team partner di Unabomb (Glenn Jacobs, l'attuale Kane della WWE). Per volere di Jim Cornette, Snow ha le prime esperienze al microfono, che risultano da subito molto positive. Al e Unabomb cominciano subito un feud con gli idoli locali, i Rock'n'Roll Express. Il feud viene portato avanti secondo un chiaro piano: Al e Unabomb sono il tag team, degli “heel”, mentre i Rock'n'Roll sono appunto i preferiti dal pubblico. I due team hanno una lunga serie di incontri che terminano per squalifica. Allora si decide di disputare un Coal Miners Glove Match per terminare la loro rivalità. Il match si disputa il 7 aprile, dopo un grandissimo incontro Al e Unabomb, riescono a sconfiggere gli idoli locali riuscendo così a conquistare lo SMW Tag Team Title. Ma il feud non termina qui, Unabomb e Snow infortunano seriamente Morton (uno dei Rock'n'Roll). Poi al ritorno di Morton c'è una piccola riapertura del feud che però poi si conclude definitivamente.
Al e Unabomb in seguito perdono le cinture di coppia contro Tracy Smothers e Dirty White Boy (Tony Anthony). Da qui in poi Al cerca di concentrarsi maggiormente sulle competizioni singole, e pertanto affronta il 4 agosto 1995 Marty Jannetty in un incontro valido per il MTW Heavyweight Title. Al vince match e cintura. Proprio in quel periodo per Al e Unabomb cominciano ad arrivare delle offerte sia dalla WCW che dalla WWF. Per questo motivo viene stipulato un “Loser Leaves SMW” match tra Al & Unabomb contro coloro che avevano strappato il titolo ai due ex campioni, Tracy Smothers e Dirthy White Boy. Il match si svolge il 12 agosto, ovviamente Al e Unabomb vengono sconfitti. Poco importa però, visto che Al ha già firmato un contratto con la WWF.

### World Wrestling Federation
La WWF pensa di far esordire Snow con il nome di Avatar, come un high-flyer. Al dice di non aver alcun problema nel farlo, anche se qualche sorpresa è alle porte. Il 23 ottobre 1995, Sarven deve girare alcune vignette che sarebbero servite per introdurre Avatar al pubblico, ma incredibilmente debutta direttamente a Raw dove sconfigge Brian Walsh in uno squash match. Avatar però non ha molto successo, e per questo vediamo Snow costretto a jobbare a moltissimi wrestler, tra i quali anche il suo ex partner Glenn Jacobs, che prima era Unabomb, mentre ora lotta come Isaac Yankeem. Alla fine del gennaio 1996 la gimmick di Avatar viene definitivamente scartata.
Snow inizia quindi a lottare sotto il nome Leif Cassidy, che in coppia con Marty Jannetty forma i New Rockers. A febbraio i due partecipano ad un torneo per il titolo di coppia, venendo eliminati ai quarti di finale dai Godwinns (Henry e Phinneus). Di tanto in tanto Al fa anche qualche apparizione come Shinobi, ma anche questo personaggio non riscuote molto successo. La gimmick di Leif Cassidy è comunque una gimmick molto superficiale, infatti rappresenta un ragazzo che ha voglia di lottare e divertirsi cercando di ricoprire per l'appunto il ruolo del Rocker. Il personaggio non ebbe quindi molto successo e non diventò mai fonte di interesse per il pubblico. Nonostante la divisione tag team nella WWF in questo periodo non fosse niente di particolare, i New Rockers non riescono mai ad ottenere gli spazi e i successi che meritano. I New Cocker disputano un dark match prima di WWF King of the Ring. A SummerSlam partecipano ad un "Four Corners Elimination" match, per i titoli di coppia, che vede sul ring anche: Smoking Gunns (Bart e Billy), Godwinns e Bodydonnas (Skip e Zip), alla fine sono i fratelli Gunn a vincere. Durante questi mesi Al cerca di migliorare per quanto possibile la gimmick di Leif Cassidy, cambiando anche allineamento dopo l'infortunio di Marty Jannetty alle Survivor Series 1996, ma anche in questo caso Snow non riesce ad ottenere molto successo.
Sarven comincia quindi ad essere scontento per il suo impiego alla WWF: infatti non appare quasi mai in TV, non viene pagato molto, non aveva clausole convenienti nel suo contratto, Snow tenta quindi di andarsene, ma nessuno alla WWF sembra aver smesso di credere in Al, e perciò decidono di non lasciarlo andare. Snow viene sconfitto da Flash Funk a WWF "It's Time", per essere nuovamente sconfitto nel febbraio del 97 da Marc Mero, in un incontro disputatosi a WWF "St Valentine's Day Massacre".

### Ritorno in ECW
Arriva quindi la chiamata dalla ECW di Paul Heyman, suo vecchio estimatore, che chiede alla WWF il prestito di Al Snow. La WWF accetta la proposta dando alla ECW anche al possibilità di cambiare i vari caratteri del personaggio. Al debutta nuovamente nella ECW il 9 luglio 1997, durante uno show chiamato Born To Be Wired. Al si veste come nei New Rockers ma agisce in maniera particolare, cercando di non sentire le opinioni degli altri su di lui, tappandosi le orecchie, e facendo finta di avvertire dei dolori di tanto in tanto. Snow dichiara quindi che lui non era assolutamente Leif Cassidy, bensì Al “Mother Fucker” Snow. Affronta quindi Tazz, venendo sconfitto ma destando però una buona impressione.
8 giorni più tardi viene sconfitto da Rob Van Dam, durante Hardcore Heaven. Un paio di settimane dopo Al comincia a portare sul ring con lui una testa di plastica (la famosa “head”) cercando di far finta di comunicare con questa, di discuterci, ecc. Al ha una serie di angle con questa “head”, che sfociano in dei brevi feud con Paul Diamond e il suo partner di allora Roadkill. Al comunque porta sempre sul ring Head e ci scrisse anche Help Me al contrario sulla fronte. A settembre torna per una sera alla WWF, venendo sconfitto da Tiger Ali Singh, durante il PPV inglese One Night Only. Nella ECW invece Al inizia parlare di come si faceva un J.O.B e scherzando sulla sua gimmick che aveva alla WWF fonda il team dei J.O.B. Squad.
Al e Head riscuotono molto successo nella ECW, il 23 gennaio 1998, sconfigge il rivale storico, Sabu. Questa vittoria proietta Snow al top della federazione, e peraltro si scopre che era lui il misterioso partner di Lance Storm al PPV del 1º marzo, Living Dangerously, nel corso del quale i due affrontano Shane Douglas e Chris Candido. Durante il match peraltro Al riesce a dominare completamente il campione ECW Shane Douglas, riuscendo anche a conquistare il pin decisivo su di lui. La grande ascesa di Snow continua e i fans lo seguono come non era mai accaduto in precedenza. A questo punto Al viene nominato il nuovo number one contender per il titolo di Shane Douglas. Nel frattempo continua la sua serie di vittorie sconfiggendo gente come Rob Van Dam e Bobby Duncum JR.
Al decide quindi di mettere in palio la sua carica di number one contender in un match contro Sabu. Durante l'incontro Sabu riporta anche un profondo taglio, nel prosieguo del match interviene RVD per disturbare Sabu che aveva stretto Al nel camel clutch. Grazie all'interferenza di Van Dam, Snow fa il suo il match, guadagnandosi un match per ECW Wrestlepalooza, contro Shane Douglas in un match per il titolo mondiale. A Wrestlepalooza, Shane deve preoccuparsi di Al e anche di alcuni infortuni che aveva subito. L'incontrò risulta comunque molto emozionante, alla fine Snow viene sconfitto in seguito ad un rollpin vincente di Douglas. Dopo questo incontro incredibile, tutto il roster della federazione si presenta sul ring per aiutare i due contendenti a rialzarsi, e i due alla fine si stringono la mano per festeggiare col pubblico. Douglas si prende quindi qualche mese di riposo per curarsi dagli infortuni, mentre Al, visto il successo riscosso, viene richiamato dalla WWF.

### Ritorno in WWF
Snow torna alla WWF insieme a Head durante Raw Is War del 12 maggio, il wrestler chiede di poter vedere Vince McMahon, ma la sua richiesta non viene accolta. Snow fa altri tentativi per incontrare McMahon, ma tutti quanti falliscono. Al cerca allora di allearsi con Jerry Lawler, il quale però non mantienne le promesse e stipula un tag team match tra Al e i Too Much (Brian Christopher e Scott Taylor), Al ha quindi la possibilità di guadagnarsi un incontro con Vince McMahon, in caso di vittoria sui Too Much. In caso contrario, avrebbe dovuto lasciare la WWF. Jerry Lawler si rivela essere l'arbitro speciale dell'incontro a King Of The Ring, dove tutto è contro Al, praticamente. Lawler infatti si dimostra contro Snow, in quanto suo figlio Brian Christopher è coinvolto nel match.
Nonostante tutto, Al domina l'incontro riuscendo a bloccare Scott Taylor con lo Snow Plough. Lawler conta il tre ma non per Al, che pensa quindi per un attimo di avere vinto, ma bensì per Brian Christopher che stava contando al tappeto Head dopo aver attaccato a questa una bottiglietta vuota dello shampoo “Head e Shoulders”. I Too Much vincono così in maniera un po' ambigua l'incontro.
Successivamente Al rimase fuori 2 mesi dalla scena per poi ritornare nel corso del Raw Is War del 17 agosto. Snow vuole ancora vedere Vince McMahon, ma Brisco, Patterson e Slaughter continuano ad impedirglielo. La storia di Al in cerca del contratto prosegue per un po', fino a quando Sgt Slaughter sfida Snow in un Boot Camp Match nel quale in caso di vittoria Al avrebbe ricevuto il suo contratto. Al accetta, il match si svolge al Raw del 21 settembre. L'incontro non è molto bello da vedersi, ma Al comunque vince e ottenne così finalmente il suo contratto. A questo punto Snow cerca vendetta contro i Too Much (o Too Cool) e insieme a Scorpio lotta contro di loro a In Your House Breakdown, dove Al ottiene vittoria e schienamento. Slaughter poi nelle settimane successive cerca di fermare Snow mettendolo contro Vader che però si rende protagonista di una serie di job clamorosi a favore di Snow.
Successivamente Al forma un simpatico team insieme a Mankind, ed ha anche una breve faida con Jeff Jarrett che però si rivela essere un nulla di particolare. Al Sunday Night Heat dell'8 novembre 98, Snow forma nella WWF i J.O.B Squad, il team più potente nel mondo del wrestling, in quanto era composto solo di wrestlers che provvedevano a rendere “over” gli avversari contro cui combattevano. A far parte di questo gruppo vi erano infatti Bob Holly (non un gran che a quel tempo), Scorpio e The Blue Meanie un po' più tardi. Alla Survivor Series Al Snow prende parte al torneo di 16 uomini per l'assegnazione del titolo mondiale reso vacante: al primo turno elimina Jarrett ma poi viene successivamente sconfitto da Mankind che peraltro arriva anche nella finale del torneo. Verso la fine dell'anno i JOB Squad hanno alcuni incontri piuttosto interessanti con i Brood, il team formato da Christian, Edge e Gangrel. Nel ppv inglese Capitol Carnage, Snow viene sconfitto da Gangrel. Viene nuovamente sconfitto con Bob Holly & Scorpio dai Blood durante WWF Rock Bottom.

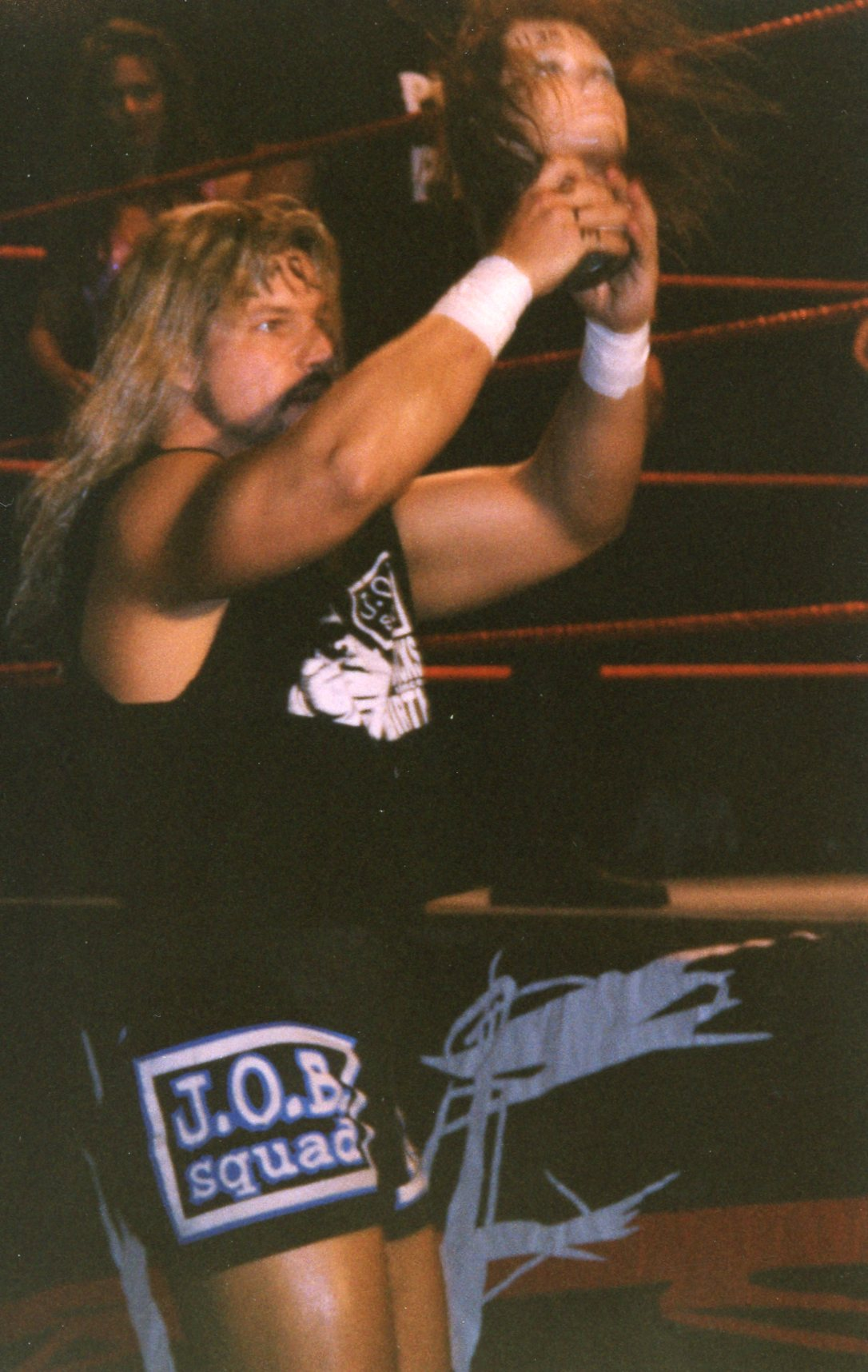
Al Snow solleva "Head"

Nell'edizione di Sunday Night Heat del 10 gennaio, mentre affronta Christian, Al non si accorge di Goldust che arrivato a bordo ring rapisce Head. Goldust poi continuò ad interferire in svariati match di Snow costandogli spesso anche gli esiti finali dei match. Al Raw Is War del 18 gennaio arriviamo quindi al match tra Snow e Goldust per definire il vero proprietario di Head. Snow vince ma Goldust scappa via con Head. Alla fine è Blue Meanie che riesce a strappare Head a Goldust restituendola al legittimo proprietario.
Dopo tanti anni di hardcore, che evidentemente non erano bastati, Al torna a combattere in questa categoria in tag team matches insieme a Road Dogg, che è peraltro l'hardcore champ in quel periodo. I due disputano buoni incontri insieme, e dopo uno di questi (contro i Brood), Al chiede a Road Dogg una shot al titolo hardcore che peraltro viene accettata. I due continuano a lottare insieme ma quando vengono sconfitti dagli Acolytes (Farooq e Bradshaw) cominciano a litigare, i due hanno un diverbio pesante, nel corso del quale Road Dogg colpisce il suo ormai ex tag team partner con una sedia. Al Raw dell'8 febbraio Al Snow lancia la sfida a chiunque volesse competere contro di lui in un hardcore match. Nessuno però raccoglie la sfida e allora Snow decide di lottare contro se stesso, e lo fa per davvero, facendo Moonsault su tavoli vuoti, colpendosi con oggetti metallici e cose del genere, fino a quando non arriva Bob Holly a tentare di fermarlo. Holly non riesce nel suo intento, e lui e Al cominciano a litigare e a darsele tra di loro.
Al avrebbe dovuto affrontare Roaddog Jesse James per l'hardcore title durante il St. Valentines Day Massacre, il 14 febbraio 1999, ma, a causa dell'ingresso in una comunità di recupero, per disintossicarsi dalla droga, di Roaddog, il titolo viene dichiarato vacante e Snow si scontra quindi con Holly per l'assegnazione dello stesso. Il match, molto duro, si conclude addirittura sulle sponde del fiume Mississippi, quando Holly usa una catena per mettere Snow a terra. Successivamente, si inserisce nel feud anche Bad Ass Billy Gunn, e un three way dance viene disputato a WrestleMania XV. Al domina il match, ma vienne schienato da Holly. A Backlash, Holly e Snow si affrontano di nuovo per la cintura, e stavolta è Snow ad avere la meglio, portando a casa l'oro grazie ad un colpo finale sferrato con Head sulla testa di Holly.
È tempo per Snow per un nuovo feud, ed i bookers della WWF scelgono Big Boss Man. A Fully Loaded Al incontra Boss Man e comincia dominando il match, che è, ovviamente, combattuto secondo le regole hardcore. I due lottano con i più disparati oggetti in lungo ed in largo nell'arena, ed alla fine, uno stremato Snow, colpito più volte con una sbarra di ferro, viene contato al tappeto, nonostante la sua spalla destra non tocchi terra. Al comincia una storyline per cui si sente preoccupato, perché le voci che parlano nella sua testa hanno intenzione di lasciarlo solo. decide quindi di prendere un cagnolino come nuovo amico ed accompagnatore sul ring, Pepper. A SummerSlam, Snow continua il suo feud per l'hardcore title, contro Bossman. Prima del match Snow mette Pepper in una gabbietta per garantirne l'incolumità, poi, a match iniziato, i due cominciano a darsele di santa ragione, sconfinando anche in un bar, in cui Road Dog attacca Boss Man, consentendo a Snow una facile vittoria. Al ritorno nell'arena, Snow deve però fare i conti con un attacco perpetrato da Stevie Richards e da Blue Meanie.
La notte successiva, a Raw, al affronta Road Dogg in un hardcore match, ma nel corso dell'incontro, Chris Jericho attacca Road Dog, creando un forte scompiglio al di fuori del ring. Ne approfitta Big Boss Man, che colpisce Al con il suo nightstick e rapisce Pepper. Snow rimane solo nel ring senza il suo cane e piange per aver perso l'amico. Il 26 agosto a Smackdown! Big Boss Man ottiene da Snow un match per il titolo in cambio di Pepper. Snow accetta, Boss Man domina un match con un avversario apparentemente distratto, vince la cintura e poi scappa con il cane un'altra volta. Negli shows successivi Boss man si offre di restituire il cane a Snow, finché, una sera gli offre del cibo: è Pepper, cotto a puntino. Snow impazzisce per la perdita dell'amato cagnolino ed i fans possono vedere una delle più' disgustose storylines della storia del wrestling.
Il titolo hardcore passa poi nelle mani di British Bulldog, che la sera del suo rientro nella WWF, lo strappa a Boss Man. Pochi attimi dopo, però, lo regala a Snow come risarcimento per la perdita del suo cane, e Snow diventa campione hardcore per la terza volta. Snow allora porta nella WWF “gli amici” di Pepper: si tratta di alcuni rottweiler, e Snow chiede a Boss man di affrontarlo in un hell in a cell ai cui lati siano presenti proprio i ferocissimi cani!!! Il match viene ribattezzato Kennel from Hell match e viene svolto ad Unforgiven. Nel corso del match Snow colpisce l'avversario con Head ed è veloce ad uscire dalla gabbia, vincendo il match e conservando il titolo.
Dopo questa ulteriore convincente vittoria, Snow rinsalda la sua amicizia con Mick Foley, ed i due a Smackdown del 4 novembre, lottano in coppia contro Crash e Hardcore Holly per il WWF Tag Team Title: la nuova coppia vince il match e le cinture. Il regno di Mankind e Al come WWF Tag Team Champions è molto breve ed i due perdono le cinture contro the New Age Outlaws al Raw is War della settimana successiva, per colpa di Val Venis che attacca Mankind, non permettendogli di aiutare Snow a difendere il titolo.
Nel rematch, alle Survivor Series, i New Age Outlaws riescono, ancora una volta, ad avere la meglio. Tenendo le cinture. Foley abbandona poi Snow per dare vita ad un nuovo tag team, la Rock 'n' Sock Connection, con il suo ex arcirivale The Rock. Snow, molte volte, cerca di convincere Foley a non accompagnarsi a Rock, che Al stesso dice di odiare. Davanti al rifiuto di Foley, Snow interrompe un six man tag team match a Raw is War, tra Mankind, The Rock e Kane contro X-Pac e The New Age Outlaws. X-Pac ne approfitta, e riesce a non essere sottomesso al People's Elbow. Alla fine la D-Generation X vince il match, mentre Rock, infuriato, applica la Rock Bottom e poi il People's Elbow proprio su Al Snow.
Mankind, nelle settimane successive prende le difese di Rock, dicendo anche che il suo team con Snow era troppo perdente per poter continuare, e, nel corso di uno scontro tra Rock e Snow, Foley colpisce anche Snow con una sedia di acciaio. Snow e Mankind cominciano allora un breve feud soprattutto dopo quanto successo ad Armageddon. Snow annuncia in un'intervista di voler solamente aiutare l'amico Foley, poi, nel match che vede la Rock'n Sock Connection scontrarsi con i New Age Outlaws, Snow interferisce causando la squalifica della Connection. Alla fine, un frustrato Rock se la prende con Snow eseguendo su di lui prima la Rock Bottom e poi il People's Elbow. Al si allinea, per poco, con la DX. Ad esempio, durante una puntata di Smackdown!, in cui era previsto un Falls Count Anywhere Match contro Mankind, Snow viene ripreso mentre promette a Triple H di portarlo nello spogliatoio della Dx, cosa che puntualmente avviene. Ma non c'è nessuno e lì Mankind ottiene il pin. Alla fine appare Rock che mostra a tutti come quello fosse il suo spogliatoio.
Al lavora per alcune settimane insieme a Triple H e Stephanie, ma le incomprensioni si sprecano, e Snow non riesce a dare un aiuto decisivo ai suoi nuovi amici. A Raw is War, il 27 dicembre, Al sale sul ring ed in un'intervista apparentemente shoot dice che per diciassette anni, per il wrestling ha fatto solo sacrifici come stare lontano da sua moglie e dai suoi figli, ed ora perdere anche Foley, il suo migliore amico. Poi dice che lui odia tutti i fans di wrestling nel mondo e che non avrebbe mai voluto fare alcun sacrificio per loro. Suona la musica di Chris Jericho e tra i due cominciano un violento match, vinto da Snow per squalifica grazie all'interferenza di Chyna. Più tardi nella serata, Snow cerca di interferire in un match tra The Rock e Mankind, il cui sconfitto avrebbe dovuto lasciare per sempre la WWF, ma Foley lo colpisce dicendogli di non aver bisogno di lui e ricacciandolo nel backstage.
Nonostante tutto questo, Al non riesce a tirarsi fuori da una situazione molto poco conveniente al suo personaggio, e infatti viene accantonato dai bookers che decidono di non inserirlo più nelle maggiori storylines. Alla Royal Rumble Snow fa una magra figura, mentre al PPV successivo, No Way Out, non figura neanche alla card. Successivamente forma un tag team con Steve Blackman, denominato Headcheese, che però non riscuote grande successo, se non all'inizio. A WrestleMania 2000 infatti il team viene sconfitto addirittura dal duo Bossman e Buchannan.
Poi Al sparisce dai programmi dei PPV, rimanendo per tre mesi nell'anonimato, o quasi, per poi ricomparire solo per Fully Loaded, ma solamente per perdere contro il rientrante Tazz. Nel corso degli ultimi due mesi Al Snow si è risollevato leggermente da questa situazione ombrosa dando vita ad un feud con Perry Saturn che ha anche coinvolto le reciproche vallette The Kat e Terri. Nell'edizione di Smackdown! del 31 agosto Snow strappa a Saturn il titolo europeo. A settembre Snow torna al Hardcore, partecipando alla Ten minute hardcore challenge, che vede Steve Blackman, mantenere il titolo, tutto questo ad Unforgiven. Durante Raw Is War del 16 ottobre, Snow viene sconfitto da William Regal, perdendo così il titolo europeo. Nei mesi successivi Snow resta lontano dagli show importanti della WWF e quindi dai match in ppv. Il 2001, si apre con la partecipazione alla Royal Rumble, dove viene eliminato per ottavo da Kane. Nei primi due mesi dell'anno, Snow conquista altre 2 volte il titolo Hardcore, che perde per mano di Raven in entrambe le occasioni.
Durante l'estate del 2001, la WWF fa partire una sorta di Reality Show di nome Tough Enough. In questa trasmissione 10 fra ragazze e ragazzi, sotto la guida di wrestler della WWF, apprendono le tecniche di basse per diventare un wrestler. Fra gli istruttori c' è proprio Al Snow. Il 15 luglio in pieno periodo della invasione della WCW e della ECW, Snow fa il suo ritorno alla WWF, diventando la nuova spalla di Michael Cole al commento di WWF Sunday Night Heat. Il 18 novembre durante la puntata di Heat pre Survivor Series, il canadese Christian esce dal backstage e inizia ad insultare Al, definendolo il più grande perdente della storia, Snow non ci sta a farsi insultare in questo modo e sfida il canadese ad un match per il titolo europeo, da disputarsi durante il ppv che sta per cominciare, Christian accetta. Dopo quasi 10 mesi quindi Al Snow fa il suo ritorno in ppv della WWF, purtroppo per lui il match lo vince Christian che resta così campione. Snow lascia il commento di Heat, venendo sostituito da Tazz.
Il 2002 di Al si apre con la partecipazione alla Royal Rumble, dove viene eliminato da The Undertaker. Nel mese di febbraio, Snow inizia ad affiancare Maven(vincitore della prima edizione di Tough Enough) allora in feud con The Undertaker. L'undici marzo sconfiggendo Goldust, durante una puntata di Raw, Al Snow diventa il nuovo campione Hardcore della WWF. Perde il titolo 3 giorni dopo, venendo sconfitto dall'allievo Maven, durante SmackDown. I due iniziano quindi un feud con i campioni di coppia Billy Gunn e Chuck Palumbo. Il feud termina a Backlash, quando Gunn e Palumbo sconfiggono Snow e Maven.
Snow lascia quindi nuovamente la WWF, per dedicarsi alla seconda e terza edizione di Tough Enough. Fa qualche breve apparizione a fine anno, affiancando nuovamente Maven, i due vengono sconfitti dalla coppia Nowinski e D-Lo Brown, durante Raw del 9 dicembre. Terminata l'esperienza del Reality Show, nell'estate del 2003 Snow fa il suo ritorno alla WWE (ex WWF), nuovamente nelle vesti di commentatore di Heat, questa volta in coppia con Jonathan Coachman. Nel mese di settembre, Snow e Coachman, protetti dal General Manager di Raw(la WWE si è divisa in due roster, quello di Raw e quello di SmackDown), Eric Bischoff, iniziano un feud con i commentatori di Raw, Jim Ross e Jerry Lawler, che sono protetti dall'altro General Manager di Raw, Steve Austin.
Il 21 settembre ad Unforgiven assistiamo ad un match fra le due coppie di commentatori, in palio per la coppia vincete c'è il posto al commento dello show di Raw, a vincere sono proprio Snow e Coachman. I due mantengono le nuove poltrone soltanto per 8 giorni, infatti durante Raw del 29 settembre, Ross sconfigge Coachman riconquistando con Lawler i posti di commento. Nella parte restante del 2003 e per quasi tutto il 2004 Al Snow continua a lavorare per la WWE, come commentatore di Heat. Nell'ottobre 2004, Snow passa al roster di Smackdown!, per lavorare come trainer degli otto finalisti della quarta edizione di Tough Enough, che per la prima volta non ha una propria trasmissione televisiva, ma va in onda direttamente nel corso degli shows della WWE.
Il 12 giugno 2005, a ECW One Night Stand, Al Snow effettua un cameo, e con lui c'è Head. A fine show, prende parte alla rissa che vede gli atleti della ECW avere la meglio su quelli della WWE. Nei mesi successivi continua a lavorare dietro le quinte per allenare giovani talenti, ma non disdegna di fare diverse apparizione alla Ohio Valley Wrestling ed a lottare in parecchie federazioni indipendenti in giro per gli Usa.
Con la rinascita della ECW, nel giugno 2006, Al Snow rientra nel roster della WWE, assegnato al nuovo brand. Fa la sua prima apparizione come wrestler della nuova ECW il 7, nel corso dello show speciale WWE vs. ECW: Al, insieme ad Head, partecipa ad una battle royal vinta da Big Show. Il 13 giugno nel corso dello show della ECW su Sci-Fi Al Snow partecipa ad una Extreme Battle Royal vinta da Sabu. Il 4 luglio combatte nel suo primo match one-on-one teletrasmesso nella ECW del nuovo corso, perdendo contro Test. Terzo ed ultimo match nella ECW, l'8 agosto, quando viene battuto da Kevin Thorne. Il 18 gennaio 2007 la WWE si tira indietro dal contratto "da lottatore" di Al Snow, ma Al resta comunque nell'organico della compagnia come allenatore nella OVW, dove, di tanto in tanto, lotta anche qualche match.
Al Snow torna straordinariamente su un ring della WWE nel corso del RAW 15th Anniversary, partecipando ad una speciale Battle Royal a cui prendono parte superstar del passato, che viene vinta da Ted DiBiase.

### Total Nonstop Action Wrestling
Nei mesi successivi Al viene licenziato dalla WWE ed il 7 dicembre del 2008 debutta nella TNA a Final Resolution. Al viene "assoldato" da Kurt Angle per distrarre Mick Foley, special enforcer del suo match contro Rhyno e riesce nel suo intento. Tuttavia Al Snow non viene messo sotto contratto dalla compagnia di Nashville nonostante qualche booker abbia lanciato l'idea di farlo diventare parte della principale stable della TNA, la Main Event Mafia, e torna, quindi, a lottare nelle compagnie indipendenti degli Usa.
Fa un breve ritorno nella TNA nel luglio del 2010, quando appare, con altri ex talenti della ECW, per promuovere il PPV Hardcore Justice, che il 7 luglio lo vede tornare sul quadrato e perdere un match a tre contro Rhino (vincitore) e Brother Runt, cioè Spike Dudley. Non viene messo neppure questa volta sotto contratto dalla TNA e torna a lottare sporadicamente nelle indies.
Per la TNA, comunque, lavora dietro le quinte come "producer" e talvolta, comunque, appare anche davanti alle telecamere in qualche segmento. Nel maggio del 2012 Al Snow diventa un "giudice" del segmento denominato "Gut Check" ad Impact. Nell'autunno del 2012 Al Snow viene sfidato da Joey Ryan, un giovane prospetto a cui Snow aveva negato l'assunzione nella TNA dopo una sua performance al "Gut Check". I due si affrontano a TNA Bound for Glory 2012 e Ryan vince grazie ad una interferenza di Matt Morgan. Il 12 gennaio 2013 Snow lotta con Ryan nelle registrazioni del PPV Joker's Wild. I due perdono contro Matt Morgan e Robbie T. Dopo questo match, Snow torna dietro le quinte della TNA, dove continua a lavorare fino al 2017 come "producer".

### Ohio Valley Wrestling (2018-presente)
Il 7 aprile 2018 fu diffusa la notizia che Snow aveva acquistato la Ohio Valley Wrestling.
Nel gennaio 2021 vendette la quota di maggioranza della OVW a un gruppo di investitori capeggiati dal conduttore radiofonico Matt Jones e dall'ex CEO di 21c Museum Hotels Craig Greenberg. Snow continua comunque a supervisionare giornalmente tutte le operazioni della compagnia.
Il 27 agosto 2022 Snow & Doug Basham sconfissero Adam Revolver & Joe Mack all'evento The Big One della OVW.
Nel settembre 2023 è stata diffusa su Netflix la docu-serie Wrestlers, della quale Snow è uno dei protagonisti e che segue le vicende della OVW.  A seguito della distribuzione della serie, la OVW ha avuto il primo spettacolo tutto esaurito in otto anni.

## Filmografia
- Rudy - Il successo di un sogno (Rudy), regia di David Anspaugh (1993)
- Keeping up with the Joneses, regia di Craig Borders (2005)
- The Still Life, regia di Joel Miller (2006)
- The Legacy, regia di Jason Crowe e Roni Jonah (2009)
- Hell House, regia di Jason Crowe e Roni Jonah (2009)
- Rose Colored Miles, regia di Dan Lashley (2009)
- Overtime, regia di Brian Cunningham e Matt Niehoff (2011)
- VIViD, regia di Brandon Slagle (2011)
- Calendar Girl, regia di Derek Lindeman (2011)
- Le streghe di Oz (Dorothy and the Witches of Oz), regia di Leigh Scott (2012)

## Personaggio

### Mosse finali

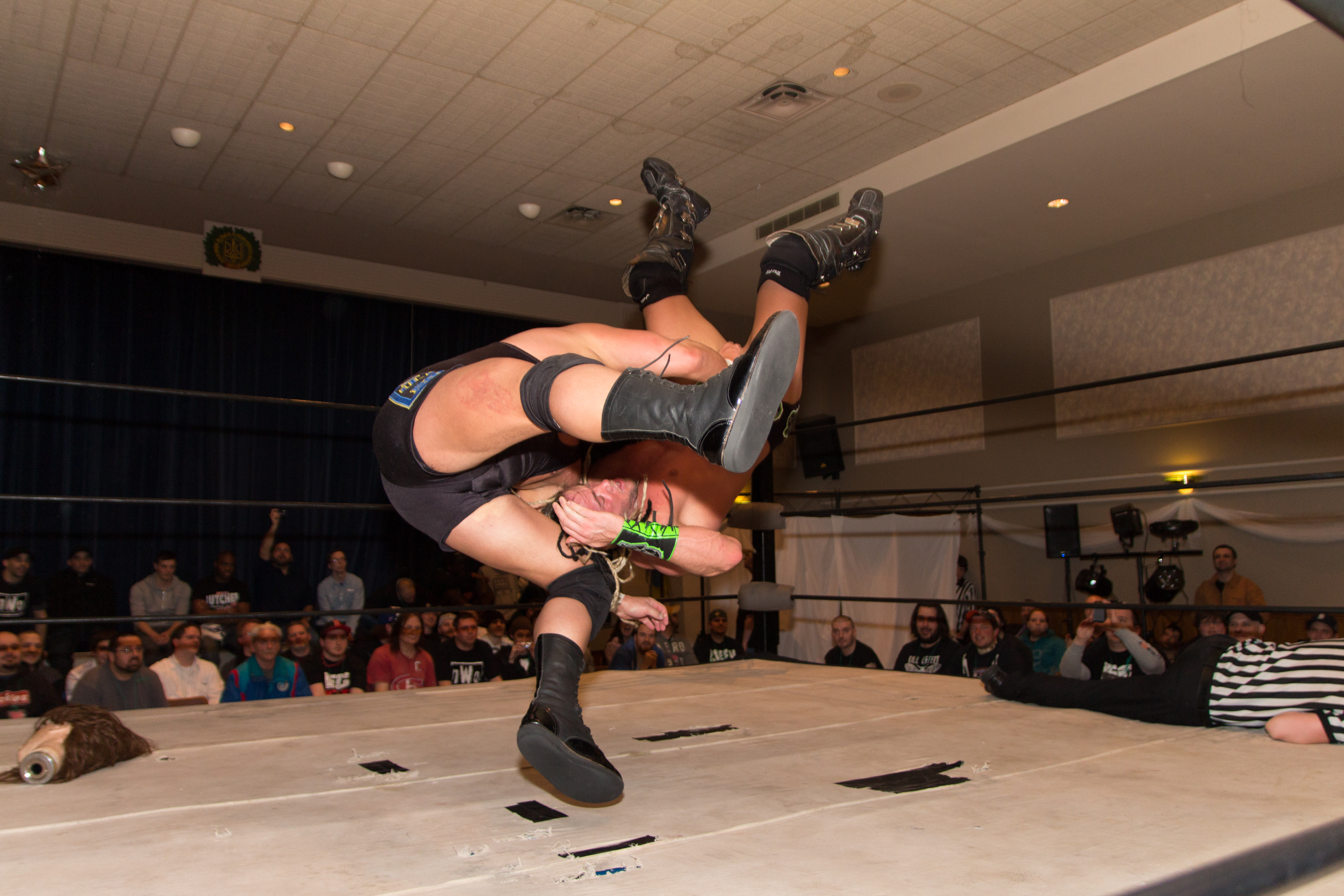
Al Snow esegue la Snow Plow su Christian York

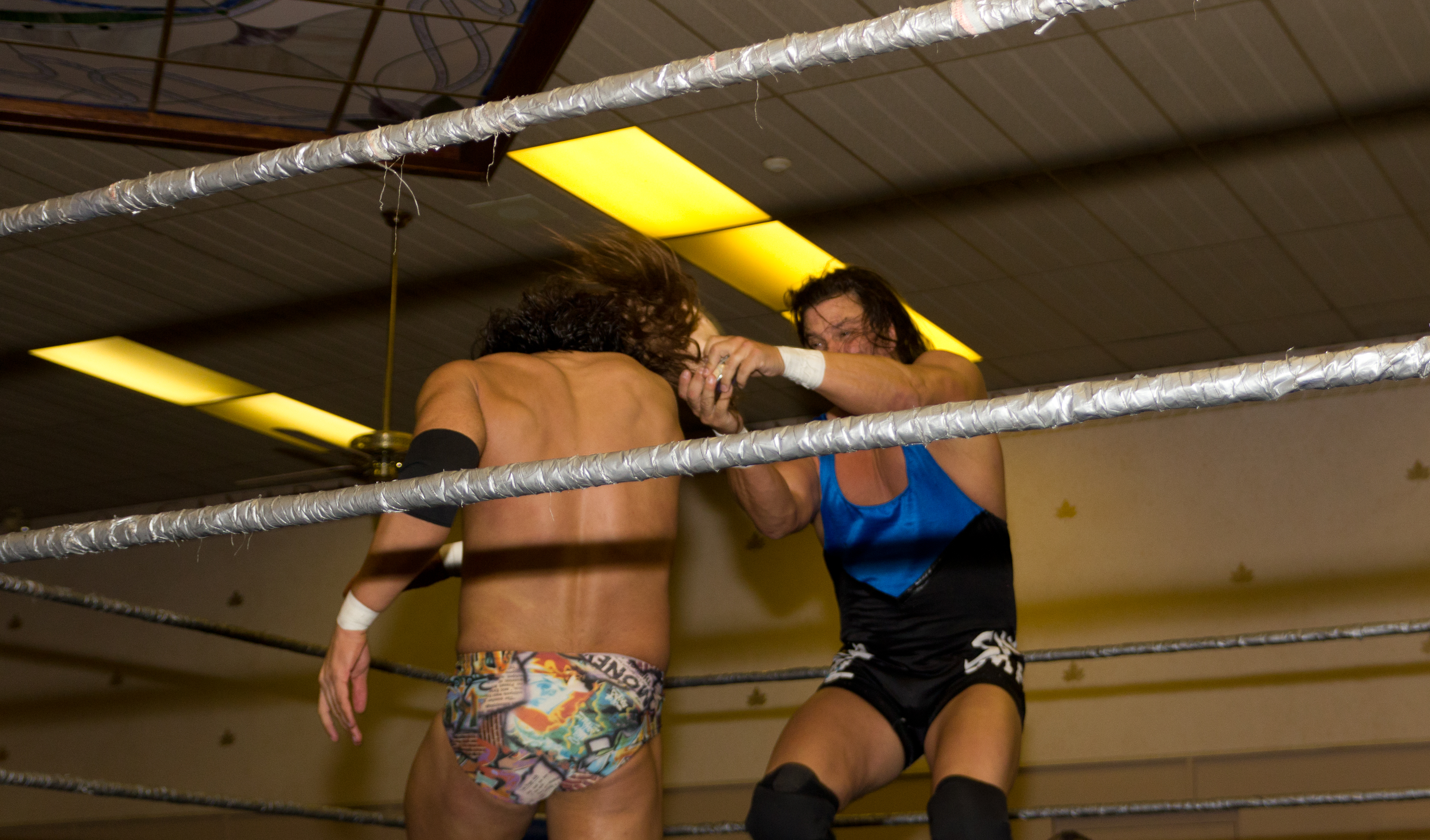
Snow colpisce l'avversario con Head

- Snow Plow (Scoop brainbuster)
- Snowsault (Moonsault)
- Cloverleaf

### Manager
- Jim Cornette

### Soprannomi
- "Simply Sensational"
- "Snowman"
- "The Coach"

### Musiche d'ingresso
- You're So Vain dei Faster Pussycat (SMW)
- Breathe dei The Prodigy (ECW)
- Head Like A Hole degli Nine Inch Nails (ECW)
- Purple Haze di Jimi Hendrix (ECW)
- Rock and Roll Part 2 di Gary Glitter (ECW)
- Rock Out di Jimmy Hart & J.J. McGuire (WWF; usata come membro dei New Rockers)
- Orient Express  (WWF; usata come Shinobi)
- Snow-Man di Jim Johnston (WWF)
- Alice's Folly di Steve Vaus (WWF; usata come Leif Cassidy)
- Pacific Star di Jim Johnston, Jimmy Hart e J.J. Maguire (WWF; 23 ottobre 1995)
- What Does Everybody Want? di Jim Johnston (WWF)
- Al Snow Theme di Dale Oliver (TNA)

## Titoli e riconoscimenti
Border City Wrestling
- BCW Can-Am Tag Team Championship (1) - con Denny Kass

Cal-International Pro Wrestling
- CIPW Americas Heavyweight Championship (1)

Global Wrestling Alliance
- GWA Tag Team Championship (5) - con Mike Kelly
- GLCW Heavyweight Championship (2)
- GWA Heavyweight Championship (1)
- GWA Junior Heavyweight Championship (1)

Great Lakes Championship Wrestling
High Risk Pro Wrestling
- HRPW World Heavyweight Championship (1)

Jersey All Pro Wrestling
- JAPW Heavyweight Championship (1)

Legends Pro Wrestling
- LPW Hall of Fame (classe del 2011)

Masterz of Mayhem
- MoM Tag Team Championship (1) - con Mickey Doyle

Midwest Championship Wrestling
- MCW-ICW United States Tag Team Championship (6)
- MCW Midwest Tag Team Championship (2)
- MCW-ICW Heavyweight Championship (1)
- MCW Midwest Territorial Championship (1)

Midwest Territorial Wrestling
- MTW Heavyweight Championship (2)
- MTW Tag Team Championship (2) - con Ray Roberts

Motor City Wrestling
- MCW Heavyweight Championship (1)
- MCW Tag Team Championship (1) - con Denny Kass

Pro Wrestling Illustrated
- 329º tra i 500 migliori wrestler singoli nella PWI Years (2003)

Pro Wrestling Ulster
- PWU Championship (1)

Smoky Mountain Wrestling
- SMW Tag Team Championship (1) - con Unabomb
- SMW United States Junior Heavyweight Championship (1)

Top of the World Wrestling
- TOW World Tag Team Championship (1) - con PCO

Ultimate Wrestling Experience
- UWE United States Championship (1)

USA Pro Wrestling
- USA Pro Heavyweight Championship (1)

USA Xtreme Wrestling
- UXW Heavyweight Championship (1)

Wrestling Observer Newsletter
- Most Underrated Wrestler (1996)
- Worst Worked Match of the Year (1999) - vs. Big Boss Man nel kennel from hell match ad Unforgiven

World Wrestling Alliance
- WWA Heavyweight Championship (1)

World Wrestling Association
- WWA World Tag Team Championship (1) - con Mickey Doyle

World Wrestling Federation
- WWF Hardcore Championship (6)
- WWF European Championship (1)
- WWF World Tag Team Championship (1) - con  Mankind

Zona de Combate - Federacion Nacional de Lucha Libre (Chile)
- ZDC Heavyweight Champion (1)